# ده‌بیشه علیا
ده‌بیشه علیا، روستایی از توابع بخش زیدون شهرستان بهبهان در استان خوزستان ایران است.

## جمعیت
این روستا در دهستان سردشت قرار دارد و براساس سرشماری مرکز آمار ایران در سال ۱۳۸۵، جمعیت آن زیر سه خانوار بوده‌است.